# Джадидизм
Джадидизм (від араб. جديد джадід — «новий», «усуль джедід» — «новий метод» навчання) — рух на зближення ісламської культури з європейською культурою за оновлення життя мусульман, у широкому розумінні «обновленство», просвітницький рух народів ісламського Сходу за реформу освіти, заснований в Криму Ісмаїлом-беєм Гаспринським для утворення світських шкіл. У СРСР послідовників джадидизму піддавали репресіям. Ця реформа суттєво змінила суть та структуру початкової освіти в багатьох мусульманських країнах, характер її став більш світським.

## Суть реформи
Реформа ввела нову систему навчання в традиційних мусульманських навчальних закладах (мектебе і медресе). Гаспринський запропонував вивчати рідну грамоту не літероскладальним методом, а звуковим у якому одній літері відповідав окремий звук. Це дозволяло пройти тодішній курс навчання за два-три роки замість семи. За рахунок цього з'являвся час для засвоєння інших важливих навчальних предметів, зокрема для поглибленого вивчення основ мусульманського права, шаріату.

## Підтримка реформи
Широкому поширенню новаторських ідей та планів щодо джадидистських заходів, у мусульманській уммі («спільноті») сприяла благодійність. Саме за рахунок коштів жертводавців створювались джадидистські навчальні заклади, фінансувалися заходи, які популяризували джадидизм. Для поширення своїх ідей новометодники видавали численні підручники та посібники, рівень яких відповідав стандартам світової педагогіки. Були спроби видання й періодики.

## Вплив реформи
Ці «нові методи навчання» знайшли своє використання не тільки у Криму, а й у Татарстані, Казахстані, Башкортостані, Таджикистані, Туркменістані, Узбекистані, Азербайджані, Туреччині, Північній Персії та у Туркестані. Ця реформа сприяла тому, що якість навчання у таких мектебе наближалася до найкращих зразків ісламських початкових навчальних закладів, отримала права жіноча освіта.
Діяльніть джадидистів сприяла формуванню новітньої тюркомовної літератури народів Російської імперії на межі ХІХ-ХХ ст. Поширення перекладів світової класики та художніх творів російської літератури давало змогу тюркомовним письменникам знайомитися з досягненнями світової літератури. Для формування національної свідомості й створення умов для самоосвіти, стали розвиватися народні читальні та публічні бібліотеки з широким доступом читачів.
Джадидисти розуміли значення науково-технічного прогресу європейської цивілізації, який на їх думку, був заснований на використанні нових знань та набутого інтелектуального потенціалу. Проте вони вважали, що для мусульман через особливості їх культури, релігії та етики, засвоєння цього досвіду може бути лише частково прийнятним. Обновленці запропонували мусульманам, вивчаючи науково-технічний досвід Заходу, зберігати етичні, конфесіональні та культурні особливості Сходу.